# Мохаммед Ель-Адфауї
Мохаммед Джамел Ель-Адфауї (нід. Mohammed Jamel El Âdfaoui; нар. 28 лютого 2008) — бельгійський футболіст, півзахисник клубу «Гент».

## Клубна кар'єра
Вихованець команд «Форестуаз» та «Андерлехт», звідки у вересні 2023 року перейшов до академії «Гента». 21 вересня 2024 року дебютував за фарм-клуб «Йонг Гент» в матчі Національного дивізіону 1 проти «Капеллена». 1 березня 2025 року в поєдинку проти клубу «Капеллена» забив свій перший гол у кар'єрі.
18 травня 2025 року дебютував в основному складі «Гента» в матчі Про-ліги проти клубу «Генка», вийшовши на заміну Ацукі Іто. 5 липня 2025 року продовжив контракт з клубом до літа 2028 року, після чого був переведений до першої команди.

## Кар'єра в збірній
Виступав за збірні Бельгії до 15, до 16 і до 17 років.

## Статистика виступів
Станом на 9 серпня 2025
| Клуб              | Сезон             | Чемпіонат               | Чемпіонат | Чемпіонат | Кубок | Кубок | Єврокубки | Єврокубки | Інші  | Інші | Всього | Всього |
| Клуб              | Сезон             | Дивізіон                | Матчі     | Голи      | Матчі | Голи  | Матчі     | Голи      | Матчі | Голи | Матчі  | Голи   |
| ----------------- | ----------------- | ----------------------- | --------- | --------- | ----- | ----- | --------- | --------- | ----- | ---- | ------ | ------ |
| Йонг Гент         | 2024–25           | Національний дивізіон 1 | 17        | 1         | —     | —     | —         | —         | —     | —    | 17     | 1      |
| Йонг Гент         | 2025–26           | Національний дивізіон 1 | 0         | 0         | —     | —     | —         | —         | —     | —    | 0      | 0      |
| Йонг Гент         | Всього            | Всього                  | 17        | 1         | 0     | 0     | 0         | 0         | 0     | 0    | 17     | 1      |
| Гент              | 2024–25           | Про-ліга                | 2         | 0         | 0     | 0     | 0         | 0         | —     | —    | 2      | 0      |
| Гент              | 2025–26           | Про-ліга                | 4         | 0         | 0     | 0     | 0         | 0         | —     | —    | 3      | 0      |
| Гент              | Всього            | Всього                  | 5         | 0         | 0     | 0     | 0         | 0         | 0     | 0    | 5      | 0      |
| Всього за кар'єру | Всього за кар'єру | Всього за кар'єру       | 22        | 1         | 0     | 0     | 0         | 0         | 0     | 0    | 22     | 1      |